# Polymixis nigrocincta
Polymixis nigrocincta là một loài bướm đêm trong họ Noctuidae.